# Aguanil
Aguanil é um município brasileiro do estado de Minas Gerais. Sua população recenseada em 2022 era de 4 357 habitantes.

## História
Aguanil recebeu status de município pela lei estadual nº 2764 de 30 de dezembro de 1962, com território desmembrado de Campo Belo.

## Organização político-administrativa
O município possui uma estrutura politico-administrativa composta pelo Poder Executivo, chefiado por um prefeito eleito por sufrágio universal, auxiliado diretamente por secretários municipais nomeados por ele, e pelo Poder Legislativo, institucionalizado pela Câmara Municipal, órgão colegiado de representação dos munícipes que é composto por 9 vereadores também eleitos por sufrágio universal.

### Atuais autoridades municipais
- Prefeito: Jose Márcio de Oliveira - PP (2021/-)[7]
- Vice-prefeito: Ricardo de Oliveira "Paieira" - PP (2021/-)[7]
- Presidente da Câmara: Ney Eduardo Alves Costa - UB (2021/-)[8]

## Infraestrutura e serviços públicos

### Comunicações

#### Deserto de notícias
De acordo com o Atlas da Notícia, mapeamento realizado pelo "Instituto para o Desenvolvimento do Jornalismo" (Projor) com a Agência Brasileira de Jornalismo de Dados "Volt Data Lab", Aguanil seria um deserto de notícia, pois inexistem meios de comunicação situados neste município que produzem informação local.